# Gran Premio del Jockey Club (Italia)
Gran Premio del Jockey Club es una competéncia Grup 1 para Puras Sangre de 3 años . Ocurre en octubre de cada año , en 2400 metros en San Siro, Milano
Entre los ganadores  están  Tenerani (caballo) (1947) e Ribot (1955).

## Ganadores desde 1987
| Año  | Ganador           | Age | Jockey           | Entrenador           | Dueño                  | Tiempo |
| 1987 | Tony Bin          | 4   | Cash Asmussen    | Luigi Camici         | Allevamento White Star | 2:39.8 |
| 1988 | Roakarad          | 3   | Jacques Heloury  | Enrico Camici        | Scuderia Gabriella     | 2:45.6 |
| 1989 | Assatis           | 4   | Geoff Baxter     | Guy Harwood          | Susumu Harada          | 2:28.0 |
| 1990 | Erdelistan        | 3   | Santiago Soto    | Luciano d'Auria      | Lady M Stable          | 2:39.2 |
| 1991 | Passing Sale      | 4   | Alain Lequeux    | Bernard Sécly        | André Boutboul         | 2:33.9 |
| 1992 | Silvernesian      | 3   | Lester Piggott   | John Dunlop          | Gerecon Italia         | 2:39.9 |
| 1993 | Misil             | 5   | Frankie Dettori  | Vittorio Caruso      | Scuderia Laghi         | 2:46.3 |
| 1994 | Lando             | 4   | Michael Roberts  | Heinz Jentzsch       | Gestüt Ittlingen       | 2:28.1 |
| 1995 | Court of Honour   | 3   | Willie Ryan      | Peter Chapple-Hyam   | Robert Sangster        | 2:28.7 |
| 1996 | Shantou           | 3   | Frankie Dettori  | John Gosden          | Sheikh Mohammed        | 2:32.4 |
| 1997 | Caitano           | 3   | Andrasch Starke  | Bruno Schütz         | Stall Blauer Reiter    | 2:26.2 |
| 1998 | Silver Patriarch  | 4   | Pat Eddery       | John Dunlop          | Peter Winfield         | 2:33.2 |
| 1999 | Sumati            | 3   | Mirco Demuro     | Bruno Grizzetti      | Scuderia Cocktail      | 2:31.6 |
| 2000 | Golden Snake      | 4   | Pat Eddery       | John Dunlop          | The National Stud      | 2:34.9 |
| 2001 | Kutub             | 4   | Frankie Dettori  | Saeed bin Suroor     | Godolphin              | 2:37.5 |
| 2002 | Black Sam Bellamy | 3   | Michael Kinane   | Aidan O'Brien        | Michael Tabor          | 2:33.3 |
| 2003 | Ekraar            | 6   | Richard Hills    | Marcus Tregoning     | Hamdan Al Maktoum      | 2:28.4 |
| 2004 | Shirocco          | 3   | Andreas Suborics | Andreas Schütz       | Baron G. von Ullmann   | 2:31.6 |
| 2005 | Cherry Mix        | 4   | Frankie Dettori  | Saeed bin Suroor     | Godolphin              | 2:32.2 |
| 2006 | Laverock          | 4   | Davy Bonilla     | Carlos Laffon-Parias | Sheikh Mohammed        | 2:29.8 |
| 2007 | Schiaparelli      | 4   | Andrasch Starke  | Peter Schiergen      | Stall Blankenese       | 2:28.5 |
| 2008 | no race 2008      |     |                  |                      |                        |        |
| 2009 | Schiaparelli      | 6   | Frankie Dettori  | Saeed bin Suroor     | Godolphin              | 2:28.2 |
| 2010 | Rainbow Peak      | 4   | Neil Callan      | Michael Jarvis       | Peter Savill           | 2:36.1 |
| 2011 | Campanologist     | 6   | Frankie Dettori  | Saeed bin Suroor     | Godolphin              | 2:27.4 |

1. ↑  En 2008 no hubo la carrera.